# Sonny West (Schauspieler)

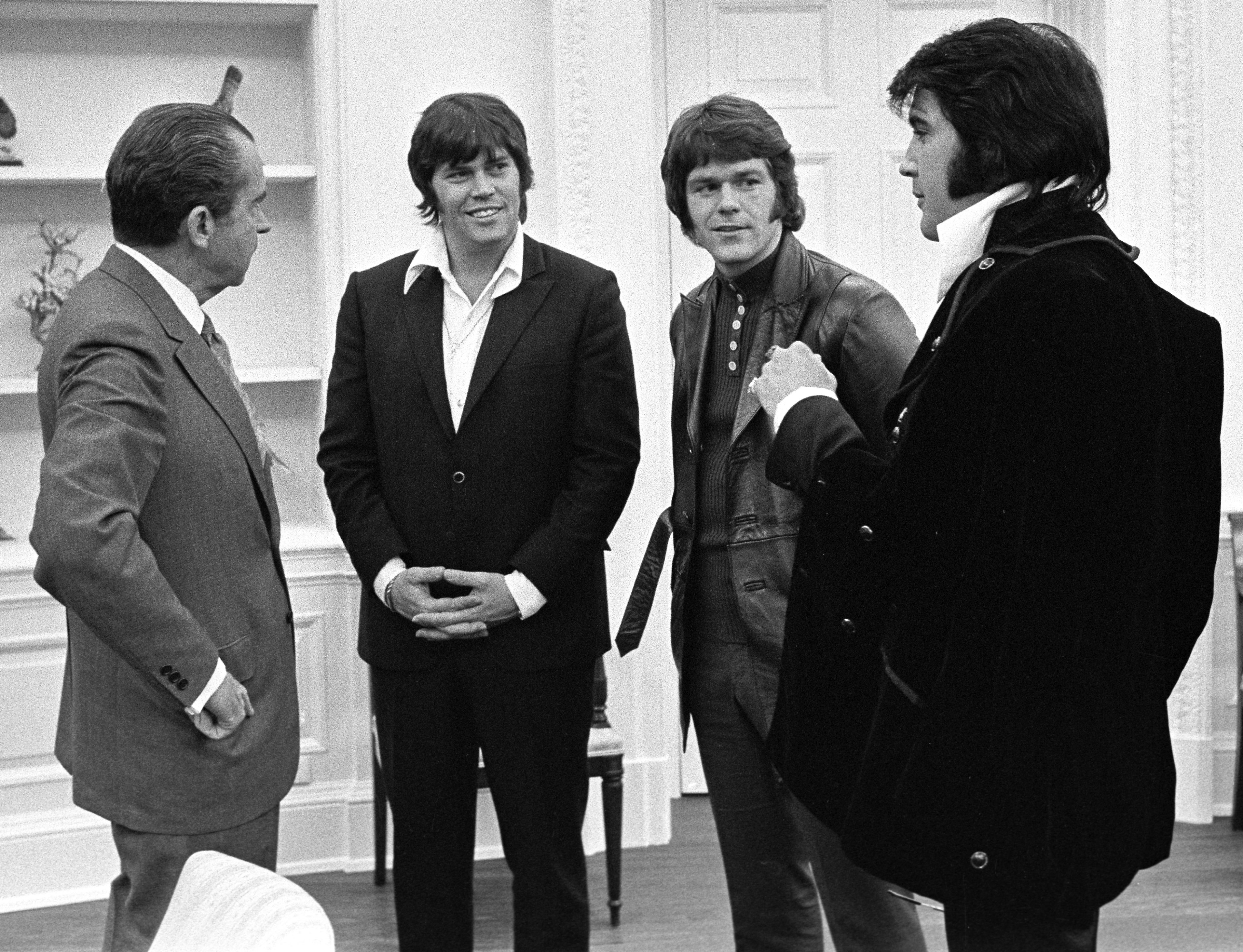
Richard Nixon, Sonny West, Jerry Schilling und Elvis Presley (v. l. n. r.) im Weißen Haus (1970)

Sonny West (Delbert Bryant West Jr.; * 5. Juli 1938 in Memphis, Tennessee; † 24. Mai 2017) war ein US-amerikanischer Schauspieler und Stuntman. Bekannt wurde er als langjähriger Leibwächter und Weggefährte von Elvis Presley. West gehörte zu Presleys stets präsentem Gefolge aus Mitarbeitern und alten Freunden, das von der Presse als „Memphis Mafia“ bezeichnet wurde.

## Leben
Sonny West ging 1938 aus der Ehe von Delbert B. West Sr. und Robbie Elaine Smith West hervor. Er hatte einen Bruder und fünf Schwestern.
West diente ab Juli 1955 in der US Air Force, die er im Juli 1958 im Rang eines Airman, 3rd Class, verließ. Sein Cousin Robert „Red“ West hatte mit Elvis Presley die High School besucht und arbeitete seit dem Beginn seiner musikalischen Karriere für ihn. Auf Vermittlung von Red West lernte Sonny West Elvis 1958 kennen und arbeitete ab 1960 für ihn.
West fungierte bald als Presleys Sicherheitschef und begleitete ihn jahrelang bei seinen Auftritten und der Arbeit als Schauspieler. Bei der Arbeit an den Filmsets übernahm Sonny West bald erste Statistenrollen und fungierte als Stuntman in einigen Filmen. Später erhielt er Sprechrollen wie im Film Harte Fäuste, heiße Lieder. Es folgten Rollen in weiteren Film- und Fernsehproduktionen.
Im Dezember 1970 heiratete er Judy Jordan, die er am Set des Films Big Foot – Das größte Monster aller Zeiten kennengelernt hatte. Elvis Presley war Wests Trauzeuge. Über viele Jahre gehörte West zum von der Presse als „Memphis Mafia“ bezeichneten Gefolge des Künstlers, das aus seinen engsten Mitarbeitern und alten Freunden bestand. 1976 endete Wests Tätigkeit für Elvis kurz vor dessen Tod. West gründete mit seiner Frau eine Pferdezucht. Später entwarf und verkaufte er Schmuck. 1982 übernahm er die Security-Leitung der Country-Tournee Salem Country Gold ’82. Später moderierte er eine lokale Country-Radiosendung auf WMRO und ging mit dem Showprogramm „Memories of Elvis: An Evening with Sonny West“ auf Tour.
Sonny West war Mitverfasser von zwei Büchern über Elvis Presley, gab zahlreiche Interviews über seine Zeit mit ihm und fungierte für mehrere Dokumentarfilme über den Künstler als Berater oder Gesprächspartner. In John Carpenters Fernsehfilm Elvis – The King (1979) übernahm Les Lannom seine Rolle. Im Filmdrama Elvis & Nixon wurde Wests Rolle von Johnny Knoxville übernommen. In Baz Luhrmanns Filmbiografie Elvis (2022) wurde West vom Schauspieler Mike Bingaman dargestellt.
West erkrankte 2012 an Krebs. Er starb am 24. Mai 2017 im Alter von 78 Jahren. Er hinterließ seine Frau Judy Jordan sowie einen Sohn und eine Tochter.

## Filmografie (Auswahl)
Schauspieler
- 1962: Harte Fäuste, heiße Liebe (Kid Galahad)
- 1965: Solo für O.N.C.E.L. (The Man from U.N.C.L.E., Fernsehserie, 1 Episode)
- 1966: Verhängnisvolle Fracht (The Navy vs. the Night Monsters)
- 1967: Daniel Boone (Fernsehserie, 1 Episode)
- 1968: Harte Fäuste, heiße Lieder (Stay Away, Joe)
- 1968: The Hellcats
- 1970: Big Foot – Das größte Monster aller Zeiten (Bigfoot)
- 1975: California Cops – Neu im Einsatz (The Rookies, Fernsehserie, 1 Episode)
- 1983: E.S.P.

Stuntman
- 1965: Cowboy Melodie (Tickle Me)
- 1965: Verschollen im Harem (Harum Scarum)
- 1968: Liebling, laß das Lügen (Live a Little, Love a Little)

## Schriften
- Elvis, What Happened? Mit Steve Dunleavy, Red West, Dave Hebler; New York, Ballantine Books, 1977, ISBN 978-0-345-27215-7.
- Elvis: Still Taking Care of Business. Mit Marshall Terrill; Chicago, Illinois, Triumph Books, 2007, ISBN 978-1-572-43939-9.